# Mikołaj Złotnicki
Mikołaj Złotnicki herbu Nowina (zm. 4 lipca 1694) – cześnik koronny od 1688 roku, chorąży poznański w latach 1682–1688, cześnik poznański w latach 1669–1681, starosta osiecki.
W 1683 roku był dowódcą chorągwi husarskiej koronnej królewicza Jakuba Ludwika Sobieskiego, porucznik husarii armii koronnej w wyprawie mołdawskiej 1686 roku.
Poseł sejmiku średzkiego na sejm 1681 roku, sejm nadzwyczajny 1688/1689 roku.